# 解剖學術語集
《解剖學術語集》（拉丁語：Terminologia Anatomica，TA）是人體解剖學術語的國際標準。由 FCAT（Federative Committee on Anatomical Terminology）與 IFAA（International Federation of Associations of Anatomists）制定，於1998年發布。TA取代了之前的標準《解剖学名词集》，新標準包含約7500個人類總體（宏觀）解剖結構的術語。 於2011年4月，FCAT 的繼任者 FIPAT（Federative International Programme for Anatomical Terminology）發布了 Terminologia Anatomica 的在線版本。

## 解剖结构类别
解剖学术语集分为五部分，共计十六章。该术语集以拉丁语为官方标准语言，虽然提供英语对照术语，但只有拉丁术语能被作为其他语言术语翻译的基准文本。 

### A01: 一般解剖學 （anatomia generalis）
- 基本解剖學（anatomia generalissima）

1. 人體部位
2. 解剖平面，線，區域

### A02：骨骼（ossa）
- 基本項[5]

1. 颅骨
2. 颅骨骨骼
3. 脊柱
4. 上肢骨骼
5. 下肢骨骼

### A03：关节（juncturae）
- 一般項[6]

1. 颅骨关节（英语：Fibrous joint）
2. 椎关节
3. 胸关节
4. 骨盆带的关节
5. 上肢关节
6. 下肢关节

### A04：肌肉（musculi）
- 一般項[7]

1. 头部肌肉
2. 颈部肌肉
3. 背部肌肉
4. 胸肌
5. 腹部肌肉
6. 上肢肌肉
7. 下肢肌肉
8. 腱鞘和滑液囊

### A05：消化系统（systema digestorium）
1. 口
2. 咽峽
3. 咽
4. 食道
5. 胃
6. 小肠
7. 大肠
8. 肝脏，胆囊
9. 胰腺

### A06：呼吸系统（systema respiratorium）
1. 鼻
2. 喉
3. 气管
4. 支氣管
5. 肺

### A08：泌尿系统（systema urinarium）
1. 肾
2. 输尿管
3. 膀胱
4. 女性尿道
5. 男性尿道

### A09：生殖系统（systemata genitalia）
1. 女性内生殖器
2. 女性外生殖器
3. 男性内生殖器
4. 男性外生殖器
5. 会阴

### A11：内分泌腺（glandulae）
1. 垂体
2. 松果体
3. 甲状腺
4. 副甲狀腺
5. 肾上腺
6. 胰岛

### A12：循環系統（systema cardiovasculare）
- 一般項[9]

1. 心
2. 动脉
3. 静脉
4. 淋巴幹和淋巴導管

### A13：淋巴系统（systema lymphoideum）
1. 初級淋巴器官
2. 次級淋巴器官
3. 区域淋巴结

### A14：神经系统（systema nervosum）
- 一般項[10]

1. 中枢神经系统
  1. 脑膜
  2. 脊髓
  3. 脑
  4. 延髓
  5. 橋腦
  6. 中脑
  7. 小脑
  8. 间脑
  9. 大腦
2. 周围神经系统
  1. 脑神经
  2. 脊神经
3. 自主神经系统

### A15：感觉器官（organa sensuum）
1. 鼻和相关结构（嗅觉器官）
2. 眼睛及相关结构（视觉系统）
3. 耳 （听觉系统）
4. 舌和相关结构（味覺系統）

### A16：表皮系統（integumentum commune）
1. 皮肤
2. 皮下组织

## 外部連結
- Terminologia Anatomica on FIPAT site （页面存档备份，存于）
- Terminología Anatómica en español, inglés y latín (Ed. Panamericana, versión oficial, aunque incompleta de forma gratuita). （页面存档备份，存于）
- Japanese site （页面存档备份，存于） at Keio University (Translation （页面存档备份，存于）)
- Terminologia Anatomica available as an off-line outline file （页面存档备份，存于）
- Understanding Anatomical Latin, explaining common medical/anatomical forms